# Greatest Remix Hits 1
| Đánh giá chuyên môn | Đánh giá chuyên môn |
| Nguồn đánh giá      | Nguồn đánh giá      |
| Nguồn               | Đánh giá            |
| ------------------- | ------------------- |
| Allmusic            | [ 1 ]               |

Greatest Remix Hits 1 là album phối lại của ca sĩ nhạc Pop-nhạc nhảy người Úc Kylie Minogue. Album được phát hành độc quyền tại Nhật Bản vào năm 1993, tuyển tập này sau đó đã được phát hành lại bởi hãng Mushroom Records năm 1997 ở Úc với ảnh bìa mới. Album gồm những ca khúc mới và những bản phối chưa được phát hành nằm trong những album phòng thu của Minogue hợp tác với hãng PWL từ năm 1987 đến 1992.

## Danh sách ca khúc
CD thứ nhất
1. "I Should Be So Lucky" (Bản phối của The Bicentennial) – 6:12
2. "Got to Be Certain" (Ashes to Ashes - Bản phối The Extra Beat Boys) – 6:51
3. "The Loco-Motion" (Bản phối của The Sankie) – 6:54
4. "Je Ne Sais Pas Pourquoi" (Bản phối của Moi Non Plus) – 5:53
5. "Made in Heaven" – 3:29
6. "All I Wanna Do" – 6:02
7. "It's No Secret" (Bản mới) – 5:33
8. "Hand on Your Heart" (Nhạc nền) – 5:32
9. "Just Wanna Love You" – 3:33
10. "Never Too Late" (Bản mới) – 6:10
11. "We Know the Meaning of Love" – 5:53

CD thứ 2
1. "Step Back in Time" (Bản phối của Walkin' Rhythm) – 7:59
2. "What Do I Have to Do?" (Phối lại) – 7:06
3. "Shocked" (Bản phối của DNA) – 6:14
4. "Word Is Out" – 5:51
5. "Keep on Pumpin' It Up" (Bản phối của Astral Flight) – 6:53
6. "If You Were with Me Now" – 5:10
7. "Do You Dare" (Bản phối của New Rave) – 6:39
8. "Finer Feelings" (Bản phối của Brothers in Rhythm 7") – 3:45
9. "Closer" (Bản chỉnh) – 3:58
10. "What Kind of Fool (Heard All That Before)" (Bản phối của Tech No Logical) – 6:53
11. "Celebration" (Bản phối của Have a Party) – 7:02